# Behistungrot
De Behistungrot (Perzisch: غار شکارچیان , "Jagersgrot", ook geschreven als Bisitun, Bisotun, Bisetun, Bisitoun of Behistoun) is een archeologische vindplaats van prehistorische menselijke bewoning in het Zagrosgebergte in de provincie Kermanshah, in het noordwesten van Iran. De Behistungrot is een van vijf grotten aan de voet van de Rots van Behistun, een 1.300 m hoge klif in de Chamchamalvlakte. Ze werd voor het eerst opgegraven in 1949 door Carleton Coon en is opmerkelijk vanwege de vondst van stenen werktuigen uit het Moustérien uit het Middenpaleolithicum, evenals de overblijfselen van 109 identificeerbare soorten zoogdieren uit het Pleistoceen en overblijfselen van hominiden. Harold Dibble beschreef de stenen werktuigen als sterke Levallois- componenten vertonend. Alle artefacten stammen kennelijk uit dezelfde periode.
Het is niet mogelijk gebleken om de geologische ouderdom vast te stellen van de middenpaleolithische niveaus in de Behistungrot. De relatieve overvloed van Cervus in de afzettingen suggereert echter dat er in de buurt bos was, en dergelijke vegetatie is een indicatie voor een warmere, latere Pleistoceen-fase. In Zuidwest-Azië valt het middenpaleolithicum tussen het Laat Midden-Pleistoceen (Marine Isotope Stage 6/7) en het midden van het Laatste Glaciaal (Midden-Marine Isotope Stage-3). Daarom is het waarschijnlijk dat de Behistungrot ook in deze periode kan worden gedateerd. 

## Resten van mensachtigen
Coon beschreef twee resten van hominiden afkomstig van de vindplaats: een bovensnijtand en een fragment van de spaakbeen, beide afkomstig uit een laag met de naam F+. Deze overblijfselen werden geregistreerd, maar nooit volledig beschreven voor de paleontologische gemeenschap. Toen ze veertig jaar later eindelijk opnieuw werden onderzocht, bleek de snijtand van rundachtige-oorsprong te zijn, in plaats van hominide. Er werd vastgesteld dat het spaakbeenfragment overeenkomsten vertoonde met dat van neanderthalers, aangezien het mediolateraal was uitgebreid bij de interosseus-kam. 
- Virtual International Authority File: 315137313